# Pseudodiploria strigosa
Pseudodiploria strigosa is een rifkoralensoort uit de familie van de Mussidae. De wetenschappelijke naam van de soort is voor het eerst geldig gepubliceerd in 1846 door James Dwight Dana. De soort komt voor in de Caraïbische Zee, de Golf van Mexico en bij Florida, de Bahama's en Bermuda. De soort staat op de Rode Lijst van de IUCN geklasseerd als 'niet bedreigd'.